# Iardinis
Genre
Iardinis est un genre d'araignées aranéomorphes de la famille des Symphytognathidae.

## Distribution
Les espèces de ce genre se rencontrent en Inde et au Népal.

## Liste des espèces
Selon World Spider Catalog (version 16.0, 11/07/2015) :
- Iardinis martensi Brignoli, 1978
- Iardinis mussardi Brignoli, 1980

## Publication originale
- Simon, 1899 : Contribution à la faune de Sumatra. Arachnides recueillis par M. J. L. Weyers, à Sumatra. (Deuxième mémoire). Annales de la Société entomologique de Belgique, vol. 43, p. 78-125 (texte intégral).